# Bouillon og fond
 "Bouillon" omdirigeres hertil. For andre betydninger af Bouillon, se Bouillon (flertydig).
 For alternative betydninger, se Fond. (Se også artikler, som begynder med Fond)
En fond eller bouillon er en vandbaseret madingrediens med umami, der danner grundlag for bl.a. suppe, stuvning og sovs. Varianter kan også drikkes. Desuden kan en fond tilsat gelatine blive til pålægssky.
En bouillon tilberedes ved at brune ingredienserne og lade dem simre i lang tid eller i en trykkoger. Grøntsager og kraftben er ofte basis for en fond, men andre ingredienser som fisk og skaldyr kan benyttes i kort tid.
Krydderier og krydderurter benyttes til at give smag.
Dehydreret bouillon; bouillonterning - kategoriseres efter ingrediensen fx fiskebouillon (skal ikke koge mere end 20 minutter), kyllingebouillon eller hønsebouillon, kødbouillon - eller grøntsagsbouillon.
Bouillonterninger blev kommercialiseret under mærket Maggi i 1908 og af Oxo i 1910. Ved at anvende kommercielt tilberedt bouillon sparede mange tid i køkkenet.

## Bouillon versus fond
Mange kokke og madskribenter bruger fond og bouillon i flæng.
I 1974 skrev James Beard empatisk at fond og bouillon "are all the same thing".
Selv om mange ikke skelner mellem fond og bouillon, er de ofte forskellige: fond laves på kraftben i modsætning til kød, og indeholder mere gelatine. Det giver en tykkere konsistens. En anden forskel er, at fond koges længere end bouillon og derfor har en mere intens smag. En tredje forskel er, at fond ikke krydres, så den kan anvendes i andre retter, mens bouillon er saltet og krydret og kan spises som den er.

## Mangel på videnskabeligt bevis for bouillon og fonds gavnlige virkning
Omkring 2013 var bouillon på kraftben blevet en populær helsekost pga. kostdiskussionen om fedt kontra sukker, og interessen i "funktionelle fødevarer" som gurkemeje og ingefær kan tilføjes. Kraftben-bouillon terninger, hjemmelevering, vogne og fryserpakker steg i popularitet i USA.
Tendensen blev øget af bogen Nourishing Broth (2014). I den påstår forfatterne Sally Fallon Morell og Kaayla T. Daniel, at bouillons næringskoncentration har en række sundhedsfordele:
gavner immunsystemet; gavner led, hud og hår grundet kollagenindholdet; og fremmer sunde tænder og ben grundet calcium, magnesium og fosfor niveauerne.
Der er intet bevis for mange af de positive påstande om kraftben-bouillon. Små studier har fundet fordele ved hønsebouillon som klaring af luftvejene. Hønsesuppe skulle mindske inflammation.